# 須賀川村
須賀川村（すかがわむら）は栃木県の北東部、那須郡に属していた村である。

## 地理
- 河川：武茂川、押川、大道沢

須賀川村は、佐竹家転封の折、何人かの武士が下野して興した村だと伝わる。

## 歴史
- 1889年（明治22年）4月1日 町村制施行により、須賀川村、須佐木村、雲岩寺村、川上村、南方村が合併し那須郡須賀川村が成立する。
- 1955年（昭和30年）2月11日 黒羽町、川西町、両郷村と合併し黒羽町を新設する。